# LRLL 31
LRLL 31 – młoda gwiazda zmienna typu T Tauri znajdująca się gwiazdozbiorze Perseusza w obszarze formowania nowych gwiazd IC 348.
Na podstawie pięciomiesięcznych obserwacji prowadzonych za pomocą Kosmicznego Teleskopu Spitzera wykryto nietypowy ruch gazu i pyłu wokół LRLL 31. Proces przepływu gazu i pyłu podczas formowania planet trwa miliony lat. Jednak w wypadku tej gwiazdy skala jego wynosi zaledwie tygodnie.
Jednym z możliwych wyjaśnień jest spychanie materii przez inną towarzyszącą LRLL 31 gwiazdę lub przez formującą się w jej układzie planetę. Ruch towarzyszącej gwiazdy lub planety powoduje okresowe zmiany wysokości wewnętrznej krawędzi dysku. Gwiazda LRLL 31 została wybrana do badań jako jeden z obiektów posiadających dyski pośrednie tworzące się wokół gwiazd, których ewentualne protoplanety są na tyle duże, że mogą rozpraszać materię wokółgwiezdną. Dyski pośrednie są następnie zastępowane przez dyski składające się z odłamków pochodzących ze zderzeń planet i planetoid.
Dyski pośrednie są zjawiskiem rzadkim, a gwiazda LRLL 31 jest tym bardziej wyjątkowa, gdyż w jej otoczeniu wydaje się poruszać obiekt odsuwający materię wokółgwiezdną, co powoduje zgrubienie dysku i ten proces został zaobserwowany przez teleskop Spitzera.